# HD176656
HD176656 — хімічно пекулярна зоря спектрального класу A0, що має видиму зоряну величину в смузі V приблизно 10,2.
Вона  розташована на відстані близько 1006,7 світлових років від Сонця.

## Пекулярний хімічний склад
Зоряна атмосфера HD176656 має підвищений вміст 
Si
.